# Allium shatakiense
Allium shatakiense — вид трав'янистих рослин родини амарилісові (Amaryllidaceae), поширений в Ірані, Іраку, Туреччині.

## Поширення
Поширений в Ірані, Іраку, Туреччині.